# Sorin Ispir
Sorin Constantin Ispir (sinh ngày 26 tháng 7 năm 1988 ở Brăneşti, România) là một cầu thủ bóng đá người România thi đấu ở vị trí tiền vệ cho đội bóng Liga II Metaloglobus București.